# Mirandola

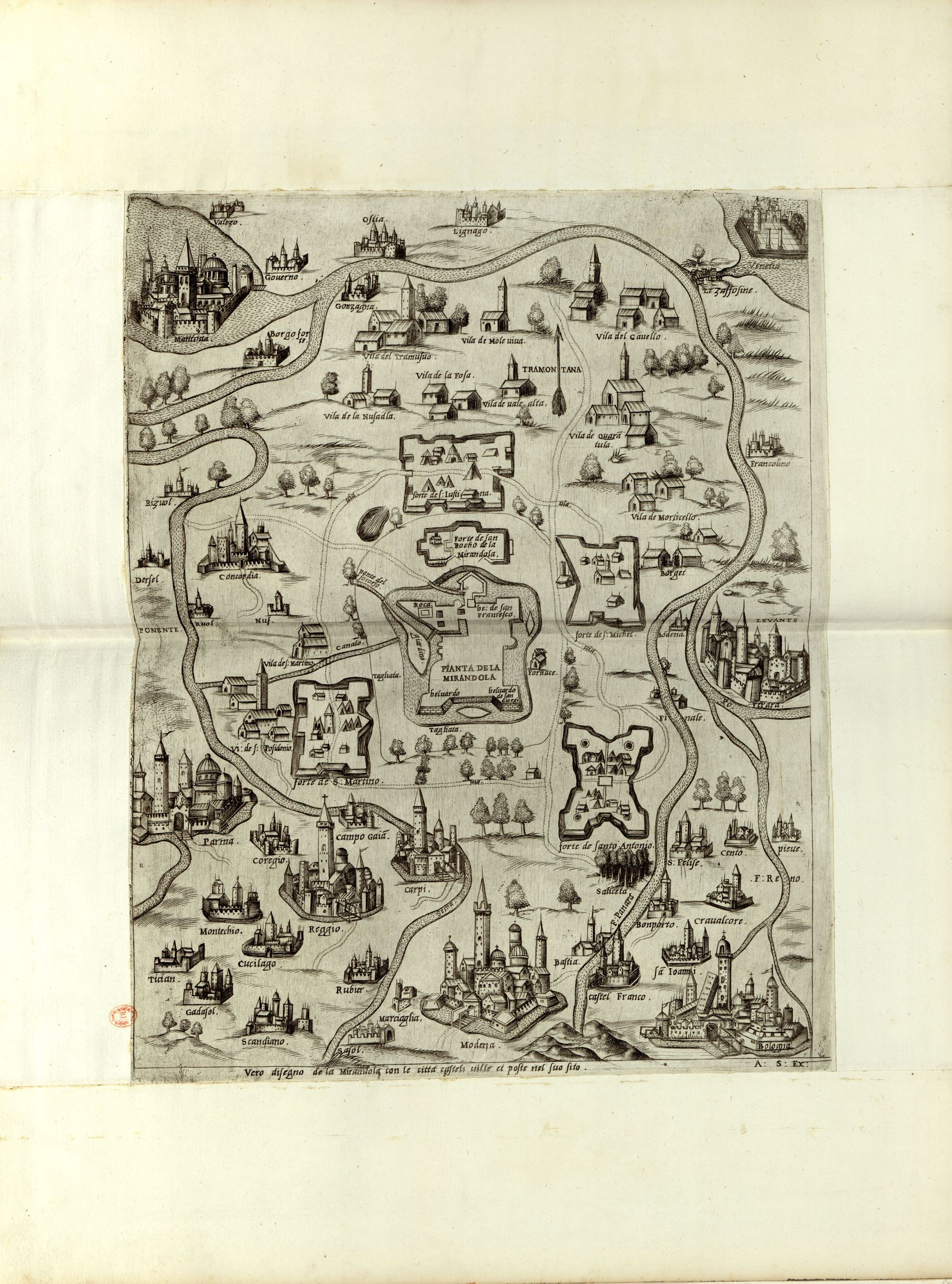
Carte ancienne de Mirandole et sa région proche, XVIe siècle.

Mirandola (en dialecte mirandolais : la Miràndla ; en français : la Mirandole) est une commune d'environ 25 000 habitants située dans la province de Modène, dans la région de l'Émilie-Romagne, en Italie.

## Géographie
Le territoire de Mirandola appartient à la basse plaine modenese, au milieu de la plaine du Pô à une altitude d’environ 18 mètres, dans une zone alluvionnaire et sablonneuse. La cité est traversée par la route nationale SS12 qui, partant de Lucques (Toscane), traverse les Apennins et remonte toute la province de Modène, frôlant Maranello, contournant la ville de Modène par la rocade nord puis remonte jusqu’à Mirandola (27 km), puis continue vers le nord, en direction de Vérone et du col du Brenner. La route provinciale SP8 venant de Finale Emilia (à 19 km) traverse la cité d’est en Ouest et mène à Concordia sulla Secchia (à 7 km).
La commune est desservie par la ligne de chemin de fer Bologne-Vérone.
Les principales grandes villes voisines :
- Bologne, à 52 km
- Mantoue, à 44 km
- Reggio d'Emilie, à 53 km
- Vérone, à 60 km
- Ferrare, à 62 km

## Histoire
La tradition rapporte que l'évêque de Calame saint Possidius (ou Possidonius), disciple de saint Augustin, chassé d'Afrique par les invasions vandales, est venu se réfugier à Mirandole[réf. nécessaire] où il est mort au Ve siècle.
Jean Pic de la Mirandole fut un des seigneurs de la ville à la fin du XVe siècle. Un de ses descendants, Galeotto, à la suite d'une affaire criminelle dut se réfugier à la cour de François Ier. Celui-ci l'aida financièrement pour construire une forteresse et des remparts autour de la ville. Mirandola joua un rôle important lorsqu'Henri II s'opposa à Charles Quint et au pape Jules III au cours de la guerre de Parme. La ville soutint, entre l’été 1551 et le printemps 1552, le siège de trois mille soldats du pape et de l’empereur. Les troupes de Mirandola avaient à leur tête le comte Ludovic Pico, le général florentin Pietro Strozzi et quelques gentilshommes français. Le pape abandonna le siège quand son neveu, Giovanni Batista di Monte, auquel il aurait voulu donner Parme, fut tué.
La petite ville de Mirandola se trouve à un emplacement stratégique sur la route de l’Allemagne à Rome, ce qui explique son importance au cours des siècles. L’expression « imprenable comme une Mirandole » était utilisée par les officiers issus de Saint Cyr.
La ville et sa périphérie sont fortement endommagées par le séisme du 20 mai 2012, notamment dans le domaine des entreprises biomédicales et pharmaceutiques. Elle est à nouveau touchée par une forte secousse de magnitude 5.8 le matin du 29 mai 2012 provoquant la mort de deux employés dans une usine effondrée et d'importants dommages aux églises Santa Maria Maggiore, San Francesco di Assisi, et San Giacomo Roncole.

## Administration
| Période                                  | Période  | Identité    | Étiquette       | Qualité |
| ---------------------------------------- | -------- | ----------- | --------------- | ------- |
| 16 juin 2004                             | En cours | Luigi Costi | Centro-Sinistra |         |
| Les données manquantes sont à compléter. |          |             |                 |         |

### Hameaux
Quarantoli, San Martino Spino, Mortizzuolo, San Martin Carano, Gavello, S. Giacomo Roncole, Cividale, Tramuschio

### Communes limitrophes
Bondeno, Cavezzo, Concordia sulla Secchia, Finale Emilia, Medolla, Poggio Rusco, San Felice sul Panaro, San Giovanni del Dosso, San Possidonio, Sermide

### Ethnies et minorités étrangères
Selon les données de l’Institut national de statistique (ISTAT) au 1er janvier 2012, la population étrangère résidente et déclarée était de 3 851 personnes, soit 15,7 % de la population résidente.
Les nationalités majoritairement représentées étaient :
| Pos. | Pays              | Population |
| ---- | ----------------- | ---------- |
| 1    | Maroc             | 822        |
| 2    | Chine             | 807        |
| 3    | Roumanie          | 611        |
| 4    | Moldavie          | 510        |
| 5    | Albanie           | 220        |
| 6    | Tunisie           | 219        |
| 7    | Inde              | 114        |
| 8    | Ukraine           | 78         |
| 9    | Macédoine du Nord | 70         |
| 10   | Pologne           | 69         |

## Jumelage
- Villejuif (France)
- Ostfildern (Allemagne)

## Économie
L'économie de la ville est essentiellement liée au secteur tertiaire des entreprises biomédicales depuis les années 1960 et le développement de cette activité par le pharmacien Mario Veronesi qui compte désormais plus de 100 entreprises implantées dans la région.
En mai et juin 2012, un séisme détruit une grande partie de ce consortium biomédical employant près de 5 000 salariés et générant environ un milliard d'euros de chiffre d'affaires.

### Agriculture
L'agriculture, principalement développée dans les anciennes zones marécageuses, déjà bonifiées du temps des Romains, est orientée sur les herbacées (betterave, maïs, sorgo, blé, herbes médicinales), les fruits (poires, vigne) et l’élevage, bovin antre autres (Mirandola est situé dans la zone de production du Parmigiano Reggiano).

À Mirandola, les forêts de peupliers sont exploitées pour la cellulose et la biomasse (énergie).

## Monuments et lieux d’intérêt
- le Palazzo communal, mairie de la ville datant de 1468, restructurée au XIXe siècle.
- L' oratoire Madonna della Porta (1602-1604), voulu par Frédéric II Pico.
- L'église Santa Maria Maggiore du XVe siècle, construction débutée en 1440 par Jean-François I Pico, puis en 1470 par les frères Galeotto et Anton Maria. Le Duomo fut gravement endommagé par le séisme de 2012.
- L'église San Francesco d'Assisi des XIIIe siècle-XVe siècle, l'une des premières de l'ordre franciscain en Italie. Le séisme de 2012 a provoqué la chute de la tour sur l’édifice, déjà endommagé par les précédentes secousses.
- L'église del Gesù (1621-1689), voulue par Alexandre I Pico.
- L'église San Giacomo Roncole.
- L'église San Sacramento, édifiée de 1602 à 1631.

## Personnalités liées à la ville
- Francesco II Pico della Mirandola (?-1399) condottiere et noble
- Jean Pic de la Mirandole, philosophe
- Francesco Venturelli
- Nicola Rizzoli
- Zeno Saltini
- Barbara Baraldi, écrivaine
- Brunetto Paltrinieri, cycliste
- Giannina Paltrinieri, chanteur lyrique
- Pietro Vischi
- Giovanni Francesco Lazzarelli, poète mort à Mirandola.